# Manfredo Schmiedt
Manfredo Schmiedt (Porto Alegre, ) é um maestro brasileiro. É o regente e diretor artístico da Orquestra Sinfônica da Universidade de Caxias do Sul (OSUCS),, no Rio Grande do Sul. É também o regente do Coro Sinfônico da OSPA desde 1992, e regente assistente da Orquestra Sinfônica de Porto Alegre (OSPA).

## Carreira
Graduação em regência pela Universidade Federal do Rio Grande do Sul (UFRGS), obteve o título de mestre em regência pela Universidade da Geórgia (EUA) onde atuou como regente assistente de 1996 a 1998. Manfredo Schmiedt ainda realizou estudos de regência na Alemanha, Holanda, Argentina, Estados Unidos e Brasil, com  Eleazar de Carvalho, Roberto Duarte, Lutero Rodrigues, Ernani Aguiar, Carlos Alberto Pinto da Fonseca, Emilio de César, Arlindo Teixeira, Hans van Homberg, Helmut Rilling, Jean Fournet, Eric Ericson, Mark Cedel, Melinda O’Neal e Yoel Levi. Foi regente convidado no High School Workshop, promovido pela Universidade da Geórgia. 
Dentre as principais orquestras que regeu estão Orquestra Sinfônica do Sodre (UR), Orquestra Sinfônica Provincial de Rosário (AR), Orquestra Petrobras Sinfônica (RJ), Orquestra da Universidade de São Paulo (SP), Orquestra Filarmônica de São Caetano do Sul (SP), Orquestra Filarmônica do Espírito Santo (ES) , Orquestra de Câmara da Ulbra (RS), Orquestra de Câmara do Theatro São Pedro (RS), Orquestra de Câmara Sesi/Fundarte (RS), Orquestra Filarmônica de Belgrado (Sérvia) (em 2002) e a Orquestra Sinfônica da Rádio e Televisão (Sérvia). 
Atualmente ocupa o cargo de Diretor Artístico da Orquestra Sinfônica de Porto Alegre (OSPA).

### Regência de coros
Como regente de coros, é titular do Coro Sinfônico da Ospa (Porto Alegre), Coral 25 de Julho de Porto Alegre e Coro de Câmara Ars Vocalis.

### Interação com outras expressões de arte
Na 6ª Bienal do Mercosul: Fim de Film, com o artista plástico Jorge Macchi.

## Prêmios
- Prêmio Açorianos de Música pela sua participação como regente na peça A história do soldado, de Stravinsky.[8][9]
- Director’s Excellence Award
- Primeiro lugar no Concurso Jovens Regentes, promovido pela Orquestra Sinfônica de Porto Alegre (OSPA).[10]